# Morotonga
Morotonga è una circoscrizione rurale (mixed ward) della Tanzania situata nel distretto di Serengeti, regione del Mara. Conta una popolazione di 25 778 abitanti (censimento 2012).